# Требуха

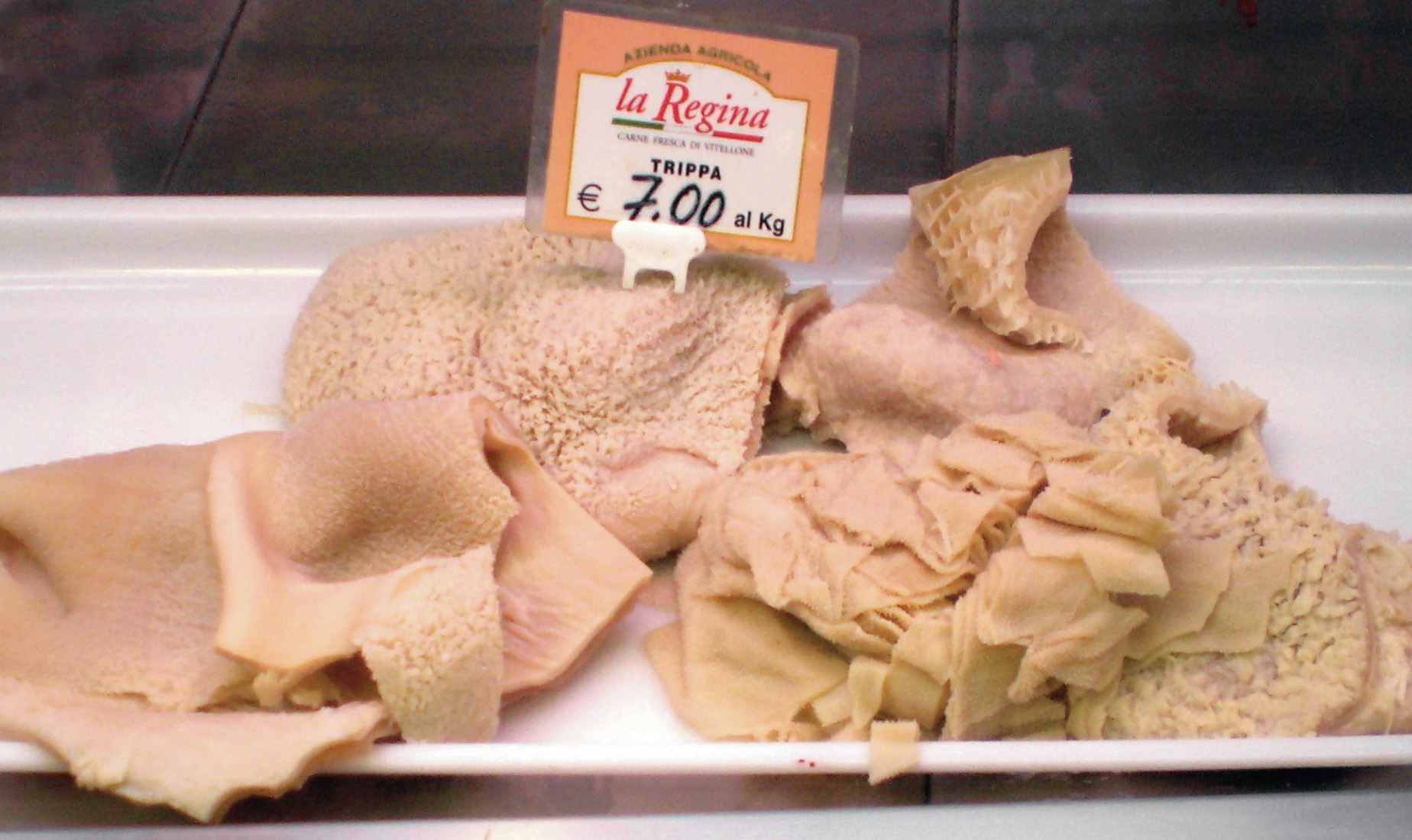
Требуха, разделанная на пласты, на прилавке итальянского рынка: рубец, сетка и книжка

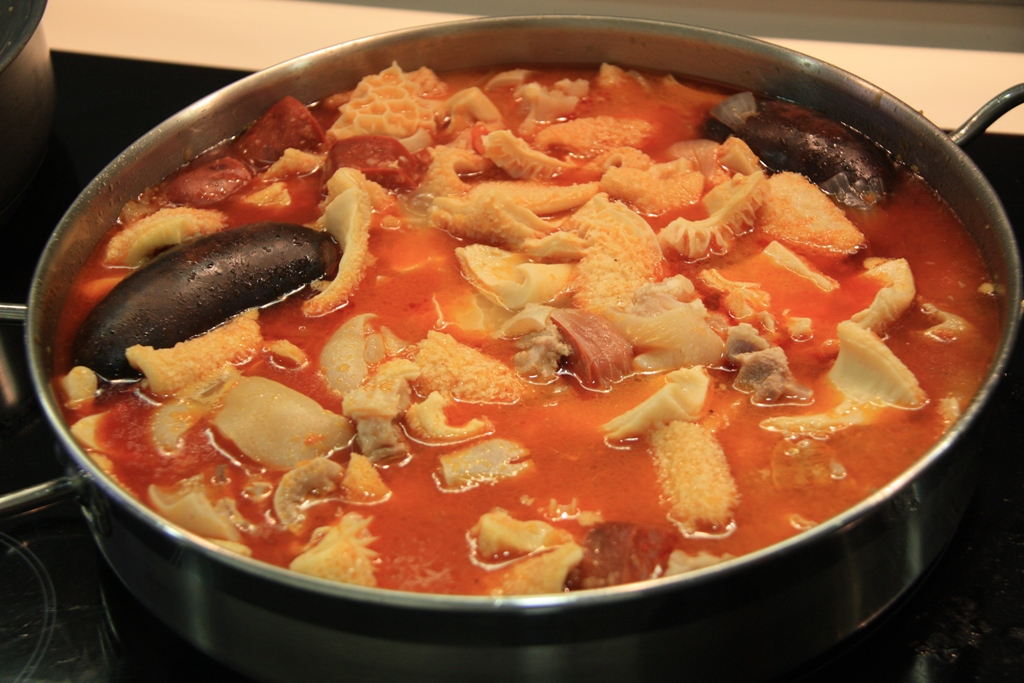
«Требуха по-мадридски» с хамоном, чорисо и морсильей

Требуха́ — кулинарный полуфабрикат, отваренный говяжий желудок, чаще всего подразумевается только передний желудок — рубец. Требуха имеет упругую желеобразную структуру, белый цвет или цвет слоновой кости и своеобразный сладковатый запах. Используется для приготовления холодных закусок и горячих блюд. Сырой рубец перед варкой тщательно очищают от жира и вымачивают в течение 5—6 часов, варка при слабом кипении продолжается ещё до 5 часов.
Требуха употреблялась в пищу ещё со времён Античности и широко использовалась в европейской кухне вплоть до 1980-х годов, когда с ростом благосостояния европейцев её стали воспринимать едой для бедных. В Средние века обработка требухи в Европе считалась отдельной профессией, представители этого грязного и вонючего цеха, как и кожевники, селились за городскими стенами. В своём «Большом кулинарном словаре» Александр Дюма сообщает, что честь создания способа приготовления говяжьей требухи длительной варкой оспаривают Франция и Италия.
Из требухи готовят самые различные блюда, чаще всего она входит в состав густых и сытных супов и рагу. В Испании в популярный в зимнее время суп по мадридскому рецепту помимо требухи добавляют хамон, чорисо и морсилью. В Польше суп с требухой фляки подают на праздничный стол. В Румынии и Молдавии из воловьих рубцов готовят чорбу, а из телячьих — тусламу. В Венгрии из требухи делают гуляш, в Турции — ишкембе чорбасы, в Португалии — фасолевый суп добрадинью. Итальянский фасолевый суп с требухой называется бузекка. Португальцы и миланцы так часто готовят блюда из требухи, что даже заслужили прозвище «поедатели рубца».
В Болгарии требуху жарят с языком и запекают с сыром. В швабской кухне готовят «кислую требуху» с уксусом или вином, в Нормандии — «требуху по-кански» с сидром и кальвадосом по рецепту бенедиктинского монаха. Требуха является популярным продуктом питания в Италии, где существует множество региональных рецептов её приготовления: по-римски, по-флорентийски, по-болонски. Из сычуга во Флоренции готовят лампредотто.
В России из требухи обычно делали варёные рулеты, которые сервировали в холодном виде нарезанными на ломтики с хреном и чесночной заправкой. Требуху также резали соломкой и тушили с овощами в огуречном рассоле или с горчицей либо жарили в молотых сухарях с салом. На гарнир к тушёной и жареной требухе обычно подавали отварной картофель или рисовую кашу.